# 石湾镇 (衡东县)
石湾镇，是中华人民共和国湖南省衡陽市衡东县下辖的一个乡镇级行政单位。

## 行政区划
石湾镇下辖以下地区：
迥澜峰社区、真桥村、荷花塘村、杨梅村、红星村、茶石村、泥塘村、甲枣村、兴源村、源头村、坪里村、坪源村、泉水村、塔水村、枣山村、双峰村、上桥村、导子坪村、光明村、西塘村、风景村、清水村、石坝村、贺家村、三步村和熬洲村。

## 交通
- 京广铁路：石湾站